# 卡平布兰库
卡平布兰库是巴西米纳斯吉拉斯州的一个市镇。总面积94.147平方公里，总人口8763人，人口密度93.1人/平方公里。